# G&L Musical Instruments
 (août 2023).
Si vous disposez d'ouvrages ou d'articles de référence ou si vous connaissez des sites web de qualité traitant du thème abordé ici, merci de compléter l'article en donnant les références utiles à sa vérifiabilité et en les liant à la section « Notes et références ».
G&L Musical Instruments, ou plus simplement G&L, est une entreprise américaine fabricant et commercialisant des guitares et des basses électriques. G&L doit son nom à George Fullerton et Leo Fender, duo déjà à l'origine de la célèbre compagnie Fender en 1946 et reconnus comme les inventeurs de la guitare électrique moderne (avec le modèle Telecaster). Tous deux lancent G&L en 1979 avec la participation de Dale Hyatt, quinze ans après le départ de Leo Fender de sa première entreprise éponyme. Les premiers instruments estampillés G&L sont vendus dès 1980.
Après la mort de Leo Fender en 1991, la direction de l'entreprise est confiée par sa femme, Phyllis Fender, à la compagnie BBE Sound, sous la houlette de John C. McLaren. George Fullerton devient consultant permanent, tandis que Phyllis Fender conserve une place d'honneur au conseil d'administration.
Les instruments produits dans les ateliers américains de G&L sont mondialement reconnus pour leur grande qualité. La gamme s'appuie sur des valeurs sûres développées et popularisées par Fender (Stratocaster, Telecaster, Precision Bass, Jazz Bass...), avec quelques innovations intéressantes, notamment sur l'électronique. De façon similaire aux marques Epiphone chez Gibson et Squier chez Fender, l'entreprise a initié au milieu des années 1990 une gamme « Tribute » regroupant des instruments fabriqués en Asie et vendus à moindre coût que les prestigieux modèles fabriqués aux États-Unis.
Contrairement à Fender, G&L est une marque de guitare et de basse relativement peu connue du grand public, notamment du fait d'une distribution et d'une assise internationale moindre. De nombreux musiciens professionnels apprécient cependant la marque.

## Historique
Après la vente de Fender à CBS en 1965, Leo Fender achète plusieurs terrains à côté des usines de son ancienne entreprise, sur la "Valencia Avenue". Louant certains à des petits commerçants, il conserve quelques centaines de mètres carrés et construit CLF Research, où il fabriquera pendant plusieurs années des instruments pour Music Man. Il quitte l'entreprise en 1979 et décide alors de se lancer à son compte et de transformer le local du CLF Research pour accueillir sa seconde entreprise, G&L.
L'objectif de Leo Fender est alors de reprendre ses anciens modèles, devenus des standards (principalement les Telecaster et Stratocaster pour les guitares, et les Jazzbass et Precision pour les basses), et de les retravailler en modifiant certains détails, pour en faire des instruments plus modernes. G&L a ainsi apporté plusieurs innovations, principalement électroniques et mécaniques :
- le Dual-Fulcrum vibrato, un vibrato à deux points de bascule offrant un son très précis, à résistance ajustable et permettant notamment de réaliser des bends ascendants ;
- le Saddle-Lock® bridge, un chevalet révolutionnaire muni d'une encoche pour clé Allen réglant simultanément toutes les cordes comme une seule via le pontet, et offrant la possibilité d'avoir des cordes traversant le corps ;
- les Magnetic Field Design pickups, des micros aux pôles munis d'une barrette de céramique en lieu et place du traditionnel Alnico et permettant un ajustement individuel du pôle pour un meilleur contrôle du son.

Tous les modèles sont fabriqués à la main à Fullerton, Californie, sur la Fender Avenue (anciennement Valencia Avenue), avec des machines conçues par Leo Fender. La production est de ce fait relativement faible et les instruments peu distribués à l'étranger. En contrepartie, G&L offre de nombreuses options pour personnaliser son instrument, et ses modèles standards rivalisent avec les guitares de custom shop des marques traditionnelles, dont Fender.
Comme de nombreuses autres marques de prestiges, G&L s'est lancée dans la production d'une ligne d'entrée de gamme en termes de prix. Ces instruments, estampillés « Tribute », ont d'abord été fabriqués en Corée par Cor-Tek (fabriquant des guitares de marque Cort et de nombreuses autres marques) pendant quelques années, puis en Indonésie toujours par Cor-Tek et selon un cahier des charges allégé par rapport à celui en vigueur à Fullerton.

## Guitares
Les guitares G&L reprennent la lutherie des grands modèles conçus par Leo Fender pour sa première entreprise, mais les innovations apportées par la suite ainsi que la qualité de la fabrication en font des instruments au son bien particulier. Si certains leur reprochent un manque de caractère par comparaison aux instruments classiques produits par Fender, d'autres louent leur polyvalence et leur touche personnelle qui les distingue définitivement de simples copies.

### Modèles

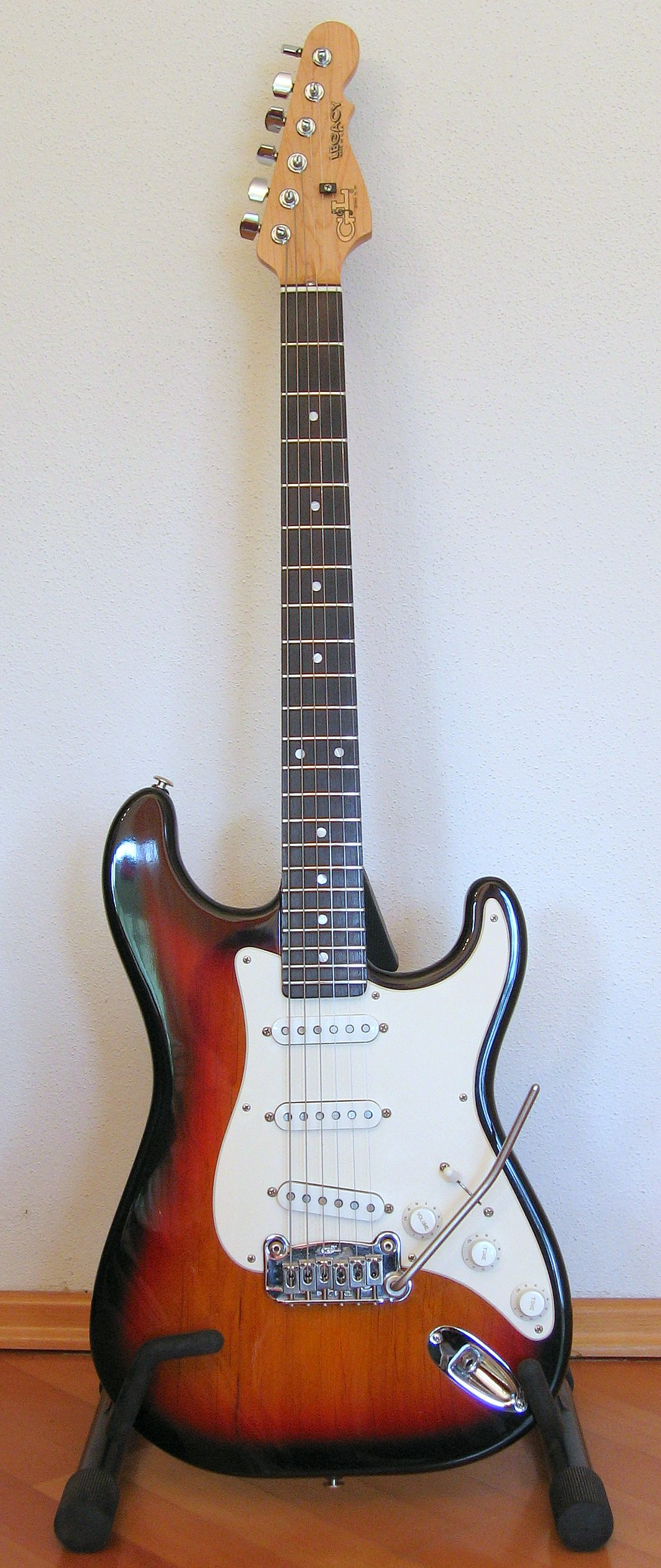
G&L Legacy, USA 1993

- F100 series I et II premiers modèles réalisés par G&L en 1980. Solid body, elle reprend la forme Stratocaster. Deux micros doubles (actifs sur certains modèles). Les guitares sont numérotées sur le chevalet et non sur la tête du manche.
- ASAT : elle reprend la forme de la Telecaster. Les modèles sont proposés en solid body ou en semi hollow (double caisse de résonance) avec ou sans ouïe. Une rumeur, démentie par G&L, rapportait qu'ASAT signifierait After Strat After Tele. En vérité, ce nom est celui d'un type de missile anti-satellite américain. Plusieurs configurations de micros existent pour ces guitares, notamment avec des doubles bobinages – traditionnellement, la Telecaster est pourvue de deux simples bobinages au son caractéristique. Cette innovation s'est ensuite répercutée chez Fender, qui propose également des modèles standards de Telecaster avec micros doubles depuis 2004/2005.
- Comanche : elle reprend la forme de la Stratocaster, mais s'en distingue nettement par ses micros Z-coil (en forme de Z), avec des bobinages du type Magnetic Field Design. Les comanches sont également pourvues du Dual Fulcrum vibrato.
- George Fullerton Signature model : similaire à la Legacy avec des micros classiques et dépourvue de PTB (passive treble bass system).
- Invader : cette guitare est munie d'un chevalet Floyd Rose et de deux humbuckers. Elle fut largement utilisée par Jerry Cantrell dans les premiers disques du groupe de heavy metal Alice In Chains.
- Legacy : elle reprend également la lutherie de la Stratocaster avec quelques originalités directement inspirées des modèles originaux des années 1950 et 1960. Son sélecteur trois positions au début de la production est depuis quelques années revenu au classique cinq positions. La tête du manche est de forme différente du modèle Fender.
- S-500 : la forme de la Stratocaster avec le Dual Fulcrum et sept combinaisons possibles de micros, pour une polyvalence maximum selon Leo Fender.

### Séries
Les différents modèles sont parfois produits dans des séries, limitées ou non, proposant des options bien particulières (principalement les ASAT) :
- Bluesboy : avec un micro double bobinage Seymour Duncan SH55 en position manche ;
- Deluxe : avec un corps en acajou et une table en érable flammé, deux micros double bobinage Seymour Duncan ('59 position manche et TB4 position chevalet) pourvu d'un switch de split des micros (passage en simple bobinage) et sans pickguard ;
- HB : avec un ou deux micros doubles bobinage (dits humbucker) ;
- Semi-hollow : avec un corps en partie évidé offrant deux caisses de résonance, dont l'une peut être pourvue d'une ouie (f-hole) ;
- Special : avec deux micros simple bobinage large, du type P90 ;
- Z3 : avec des micros Z-coil.
- Will Ray Signature : similaire à la Z3, mais pourvue d'un double système B-Bender et disponible en deux coloris différents, silver et orange sparkle. Cette guitare doit son nom à Will Ray, un des fondateurs du groupe Hellecasters.
- Un nouveau modèle made in USA sort en 2013: La G&L Fallout: reprise du modèle SC-2 de Leo Fender de 1983. Elle combine un micro manche P90 avec un Seymour Duncan humbucker. Le prix serait de 1400 usd.

## Basses

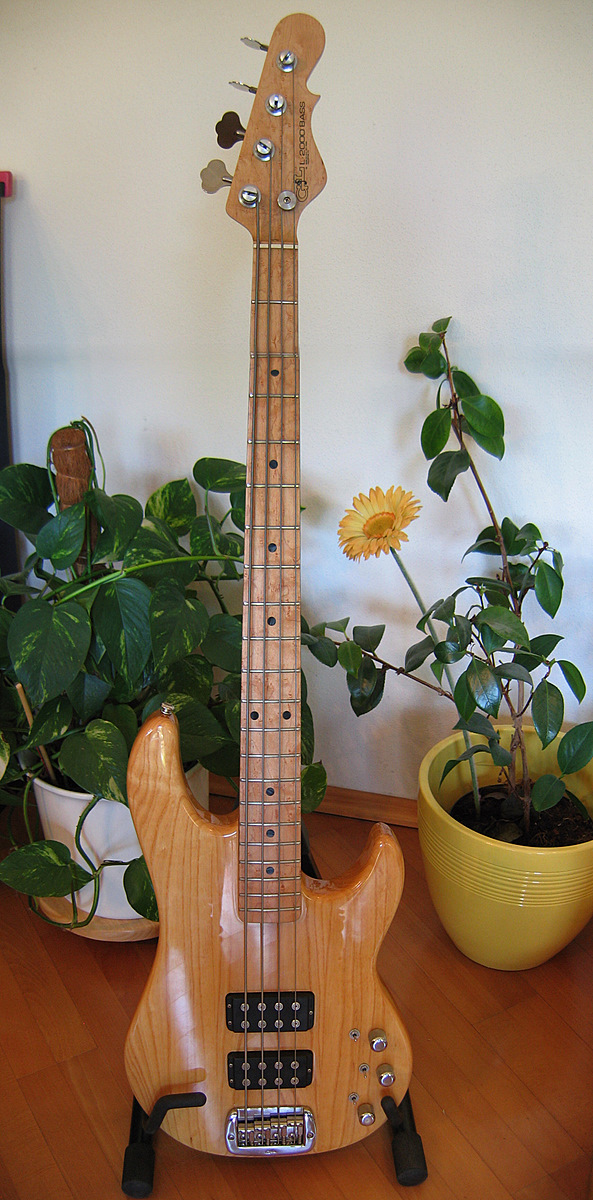
G&L L-2000, USA 1994

- ASAT : une basse assez petite avec un corps de forme Telecaster.
- JB-2 : la forme de la Jazz Bass avec deux micros vintage Alnico jazz.
- L-series : une basse à configuration passive ou active, grâce aux micros MFD. La meilleure basse de Leo Fender selon ses propres dires.
- SB-2 : la forme de la Precision Bass avec deux micros, un splitable et l'autre typé jazz, tous deux MFD.
- M-series : une basse active créée dans les années 2010, dotée d'un égaliseur à trois bandes bass-medium-high et d'une balance du volume des deux micros, ce qui la rend extrêmement polyvalente

## Micros
G&L conçoit et fabrique ses propres micros, assemblés à la main. C'est peut-être dans ce domaine que les innovations de la marque sont les plus notables, car la technique du micro en elle-même ne peut guère être révolutionnée. G&L a cependant apporté deux idées principales ; le micro simple à format large et l'indépendance de réglage des pôles magnétiques.
Les micros simples à format large sont des micros simple bobinage qui se rapprochent des humbuckers, à double bobinage, par leur bobine plus large. Cela permet de réduire les parasites, d'avoir un son plus chaud, tout en conservant un claquant propre au micro simple. Ces micros équipent les modèles ASAT standard.
L'usage de la céramique a permis de créer la série de micros Magnetic Field Design, offrant le réglage indépendant de la hauteur des pôles magnétiques captant les vibrations des cordes. Ce réglage permet de créer un son très typé et d'équilibrer son instrument de façon bien plus précise qu'avec le seul ampli.
D'autres innovations font la qualité des instruments G&L. On peut ainsi citer les micros MFD pour basse, permettant de choisir entre une configuration active et passive sur le même instrument ; la technique de fabrication des manches coupés et rapportés...